# Zuzana Čaputová
Zuzana Čaputová (născută Strapáková, n. 21 iunie 1973, Bratislava, Cehoslovacia) este o politiciană și activistă slovacă, de profesie avocată. Candidată din partea partidului extraparlamentar Slovacia Progresistă, Čaputová a câștigat alegerile prezidențiale din 30 martie 2019 cu peste 58% din voturi, devenind astfel prima femeie președinte din istoria Slovaciei. Învestirea ei în funcție a avut loc în data de 15 iunie 2019.

## Biografie
Născută pe 21 iunie 1973 în Bratislava, Zuzana Strapáková a crescut în Pezinok, un oraș din vecinătatea capitalei slovace. Este licențiată în drept la Universitatea Comenius din Bratislava.
După finalizarea studiilor a lucrat în cadrul primăriei orașului Pezinok, întâi ca asistent al departamentului juridic, apoi ca șef adjunct. Ulterior a activat în sectorul non-profit la Fundația pentru o Societate Deschisă, unde a gestionat administrația publică și problema copiilor abuzați și exploatați. Mai târziu a lucrat ca manager de proiect la asociația civică EQ Klub pe probleme de dezvoltare locală.
În calitate de avocată la firma Via Iuris, Čaputová a condus timp de 14 ani o campanie împotriva construcției unei gropi de gunoi care ar fi poluat solul, aerul și apa în Pezinok și în împrejurimi. Cazul a culminat în 2013, când Curtea Supremă a Slovaciei a hotărât că groapa de gunoi este ilegală. În 2014 locuitorii satului Smolenice au apelat la ajutorul Zuzanei Čaputová în demersul lor legal de a opri o uzină de gazeificare a deșeurilor care ar transforma gunoiul în combustibil și electricitate printr-o tehnologie nouă, netestată. Pentru eforturile acesteia, în 2016 a primit Premiul Goldman pentru Mediu, cel mai important premiu din domeniul protecției mediului la nivel mondial.

## Activitate politică

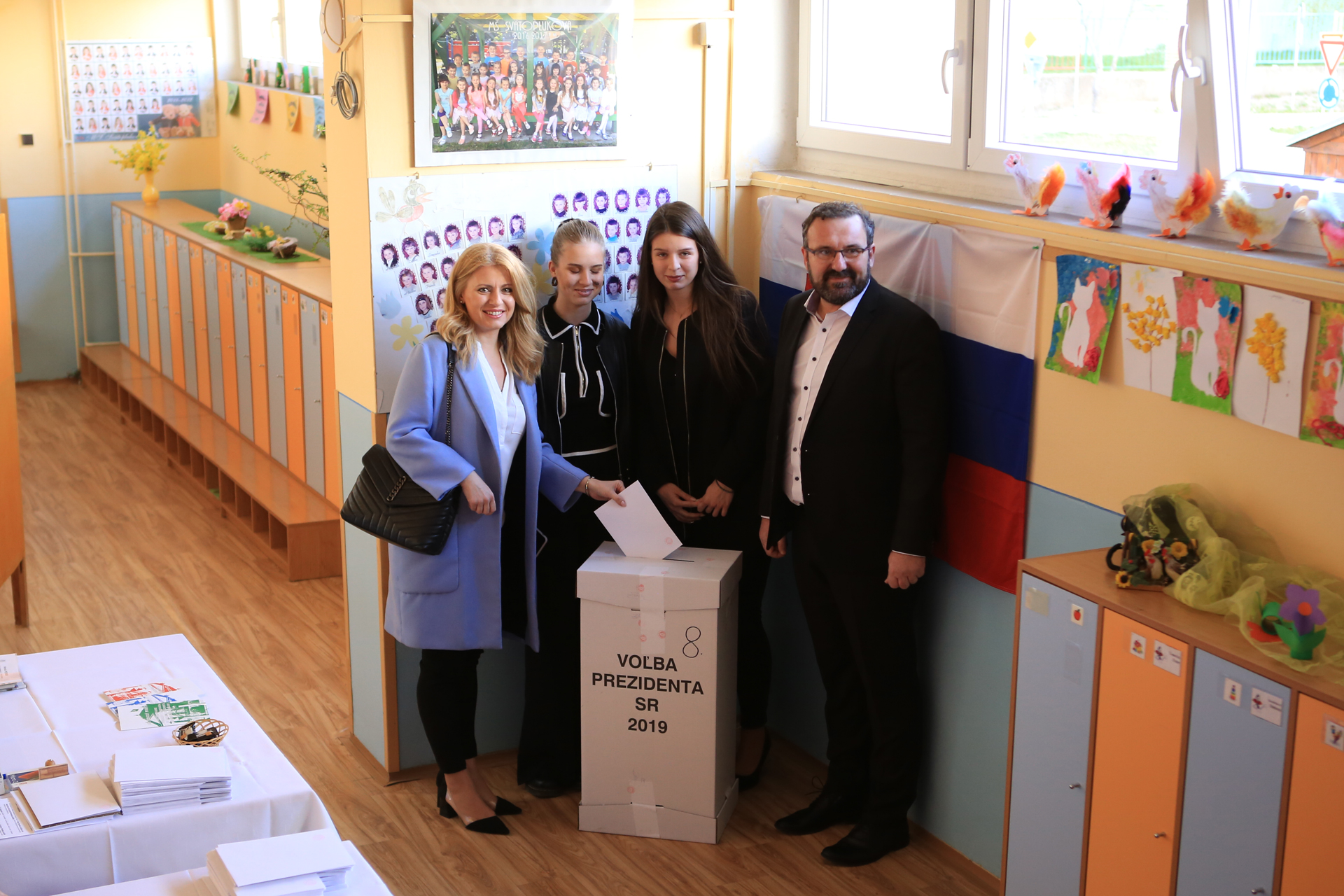
Zuzana Čaputová votează în turul al doilea al alegerilor prezidențiale din 2019.

Čaputová s-a remarcat în 2016, când a câștigat Premiul Goldman pentru Mediu, după un proces de 14 ani privind închiderea unei gropi de gunoi ilegale în orașul ei natal Pezinok.
Zuzana Čaputová este cofondatoarea Slovaciei Progresiste, un partid social-liberal și progresist extraparlamentar. La primul congres al partidului din ianuarie 2018 a fost aleasă vicepreședintă. A ocupat această funcție până în martie 2019.
În martie 2018, Čaputová și-a anunțat, într-o conferință de presă, intenția de a candida la alegerile prezidențiale din 2019. Candidatura sa a fost susținută de alte două partide, SaS și SPOLU. Principalul său contracandidat, Robert Mistrík, s-a retras din cursă și și-a anunțat susținerea pentru Čaputová pe 26 februarie 2019. Čaputová a câștigat primul tur al alegerilor cu 40,5% din voturi. În turul al doilea, Čaputová a obținut 58,4% din voturi, devansându-l astfel pe Maroš Šefčovič, candidat independent susținut de partidul de guvernământ Smer-SD.

## Poziții politice
Zuzana Čaputová este o proeuropeană declarată și susține lupta anticorupție. Aceasta respinge populismul și naționalismul. Čaputová împărtășește opinii liberale în materie de drepturi LGBT. Aceasta susține legiferarea parteneriatelor civile și consideră că adopțiile de către cuplurile gay sunt mai convenabile decât abandonarea copiilor în orfelinate. Deși se declară personal împotriva avortului, Čaputová pledează pentru „dreptul femeii de a lua o decizie”.

## Viață personală
Zuzana Čaputová este într-o relație cu muzicianul, fotograful și scriitorul Peter Konečný. Din căsătoria anterioară, Čaputová are două fiice.